# Port de Saint-Leu
Le port de Saint-Leu est un petit port de pêche et de plaisance français situé sur le territoire communal de Saint-Leu, une commune de l'ouest de l'île de La Réunion, département et région d'outre-mer dans le sud-ouest de l'océan Indien.